# Сава Стоянович
Сава Петров Стоянович е български офицер, автор на спомени от Първата световна война.

## Биография
Сава Стоянович е роден на 13 август 1875 година в Стара Загора. Брат е на обществения деец Иван Стоянович и на Жана Петрова Стоянович, една от първите гимназиални учителки по френсик език в България.
Като стипендиант на Министерството на войната Стоянович завършва Военнотехническата военна академия във Виена (k.u.k. Technische Militärakademie), където се обучава от септември 1893 до юли 1896 г. След завръщането си е произведен в портупей-юнкер (август 1896) и зачислен в 4 артилерийски на Н.Ц.В. Княз Фердинанд I полк в София, от 1 октомври с.г. е произведен в чин подпоручик. През 1900 година е произведен лично от Н.В.Княза в чин поручик, а от 1906 година – капитан. 
Завършва кавалерийски курс (1902-1904). Командирован съгласно тайно предписание от Военното министерство - Артилерийска инспекция в гр. Есен (Германия) "по служебни работи" (1906-1907). 
Преведен на служба в 5 артилерийски полк (29 септември 1907 г.) с гарнизон Шумен. След спечелване на конкурс заминава за обучение в полския отдел на Висшата артилерийска офицерска школа в Ст. Петербург (8 март - 10 октомври 1910). От 27 октомври 1910 г. е преведен обратно в 4 арт. полк в София. 
Командир на 5. батарея от 4 а.п. (януари 1911 г.), начело на която участва в Балканските войни (в състава на 3. арт. отделение като част от 10 пех. дивизия). След демобилизацията е командир на 4. батарея (7 август 1913 г.), като на 11 септември 1913 г. е произведен в чин майор. През войните 1912-1913 г. участва в боевете при Караюсуф, Люлебургаз, Изетин (Чаталджа), Караджи кьой (между Сяр и Солун), на вр.1378, вр. Дубрава (Джумайско).
Началото на Първата световна война заварва м-р Стоянович начело на 2. артилерийско отделение на 4 а.п. от 1 Софийска пех.д. (от 4 януари 1915 г.), с което през септември 1915 г. заминава за Сърбия. През 1916 г. временно командва 4 а.п. На 23 октомври 1916 г. е повишен в чин подполковник. Командир на 1. гаубично отделение (20 декември 1918). Стоянович е активен участник в Добруджанската кампания (1916-1917), в Тутраканската епопея, довели до капитулацията на Румъния, както и в боевете на Южния фронт, където в състава на полка му се сражава и неговият племенник Петър Иванов Стоянович.
Командир на 4 а.п. (1919). Произведен в чин полковник и отправен в пенсия. 
Владее немски, руски, турски и френски език.
Останал ерген до края на живота си, полк. Стоянович съжителства в семейния дом и има особена близост със сестра си Жана.
В предговора към посмъртно издадените му спомени за войната на Северния фронт племенникът му, кинокритикът Иван Стоянович пише:
| „ | Не е необходимо да си безгрешен, да си знатен, да си заемал кресла и постове, за да оставиш малката достойна следа в пътя на нацията. | “ |

## Съчинения
Сава Стоянович оставя няколко съчинения, посветени на преживяното в Първата световна война. Ученик на Антон Безеншек, той стенографира част от ежедневните си впечатления и на тяхна база, както и въз основа на писмата до сестра си издава книгите „Спомени от Освободителните войни на българския народ през 1912 – 1913 и 1915 – 1918 години. Част I. В Сърбия през 1915 година“ (София 1926, 363 с.) и „Тутраканската епопея. Добруджа и Румъния“ (София 1929, 115 с.). През 1993 година е издадена „Оръдията през декември. Спомени" (София 1993, 307 с.), в която хронологично са предадени събитията на фронта и тяхното възприемане от автора. Стоянович публикува и редица статии в периодичния печат.

## Военни звания
- Подпоручик (1 октомври 1896)
- Поручик (15 ноември 1900)
- Капитан (4 януари 1906)
- Майор (14 юли 1913)
- Подполковник (5 октомври 1916)
- Полковник (2 ноември 1919)

## Награди
- "Св. Станислав" (Руска империя) III ст. (20 октомври 1903 г.)
- Орден за Х-годишна "отлична и непорочна служба" (29 август 1907 г.)
- Кръст за Независимостта (1910 г.)
- Орден "За Храброст" IV ст. 2-ри клас "за войната с Турция" (25 февруари 1913 г.)
- Орден „Св. Александър“ V ст. с мечове "за отличие и заслуга" (31 декември 1914 г.)
- Орден „За храброст“ IV ст. 1-ви клас "за показана бойна отличност и заслуга през 1915-1916 г." (5 април 1917 г.)
- Медал „За бойни заслуги“ (Османска империя), 1 юни 1917 г. [4]
- "Железен полумесец" (Османска империя), 11 февруари 1918 г.
- „Железен кръст“ (Германия), 2-ри клас;[1]